# Jennifer Fox (filmproducente)
Jennifer Fox is een Amerikaanse filmproducente en voormalig studiobaas. Van 1999 tot 2001 was ze vicevoorzitter van de productieafdeling van Universal Pictures. Ze is vooral bekend van haar samenwerkingen met Steven Soderbergh, George Clooney en de broers Tony en Dan Gilroy.

## Carrière
Fox studeerde aan New York University en combineerde haar studies met een baan bij verschillende productiebedrijven, waaronder American Playhouse, waar ze verantwoordelijk was voor het lezen van scripts.
In 1997 ging ze aan de slag bij Universal Pictures, waar ze twee jaar later gepromoveerd werd tot vicevoorzitter van de productieafdeling. Onder haar leiding bracht de studio films uit als The Mummy (1999) en Erin Brockovich (2000).
Van 2001 tot 2007 was ze voorzitter van Section Eight Productions, het toenmalig productiebedrijf van regisseur Steven Soderbergh en acteur George Clooney. Ze produceerde voor het bedrijf onder meer de thriller Michael Clayton (2007). De film was het regiedebuut van scenarioschrijver Tony Gilroy en leverde Fox een Oscarnominatie op.
Sindsdien werkt Fox ook regelmatig samen met de broers Tony en Dan Gilroy. Zo produceerde ze voor hen onder meer de films The Bourne Legacy (2012) en Nightcrawler (2014).

## Filmografie
| Jaar | Titel                       | Rol                |
| ---- | --------------------------- | ------------------ |
| 2004 | Criminal                    | executive producer |
| 2005 | The Jacket                  | executive producer |
| 2005 | Good Night, and Good Luck   | executive producer |
| 2005 | Syriana                     | producer           |
| 2005 | Rumor Has It...             | executive producer |
| 2006 | A Scanner Darkly            | executive producer |
| 2006 | Pu-239                      | executive producer |
| 2007 | Michael Clayton             | producer           |
| 2009 | Duplicity                   | producer           |
| 2009 | The Informant!              | producer           |
| 2011 | We Need to Talk About Kevin | producer           |
| 2012 | The Bourne Legacy           | executive producer |
| 2014 | Nightcrawler                | producer           |
| 2017 | Roman J. Israel, Esq.       | producer           |
| 2019 | The Report                  | producer           |
| 2019 | Velvet Buzzsaw              | producer           |

## Prijzen en nominaties
| Film                               | Categorie           | Uitslag        |
| Academy Awards                     | Academy Awards      | Academy Awards |
| ---------------------------------- | ------------------- | -------------- |
| Michael Clayton (2007)             | Beste film          | Genomineerd    |
| BAFTA Awards                       |                     |                |
| We Need to Talk About Kevin (2011) | Beste Britse film   | Genomineerd    |
| Producers Guild of America Awards  |                     |                |
| Michael Clayton (2007)             | Beste filmproductie | Genomineerd    |
| Nightcrawler (2014)                | Beste filmproductie | Genomineerd    |